# Idanotae
Idanotae is een bestuurslaag in het regentschap Gunungsitoli van de provincie Noord-Sumatra, Indonesië. Idanotae telt 496 inwoners (volkstelling 2010).